# 427 Galene
427 Galene је астероид главног астероидног појаса са пречником од приближно 29,98 km.
Афел астероида је на удаљености од 3,325 астрономских јединица (АЈ) од Сунца, а перихел на 2,620 АЈ.
Ексцентрицитет орбите износи 0,118, инклинација (нагиб) орбите у односу на раван еклиптике 5,127 степени, а орбитални период износи 1872,310 дана (5,126 година).
Апсолутна магнитуда астероида је 9,80 а геометријски албедо 0,236.
Астероид је откривен 27. августа 1897. године.